# Bullhead
Bullhead (рус. Упрямец) — третий студийный альбом американской сладж-метал-группы Melvins, который был издан в 1991 году на лейбле Boner Records.

## Об альбоме
Оригинальный альбом был издан на виниле, CD и кассетах. В этом альбоме песни более продолжительны в сравнении с предыдущими альбомами группы. До этого большинство песен были не более 2-3 минут. Boner Records выпустил переиздание альбома на виниле в 2015 году, в паре с предыдущим альбомом Ozma (1989).
Японская экспериментальная дроун-метал-группа Boris взяла своё название по первому треку из данного альбома.

## Список композиций
Слова и музыка всех песен — Базз Осборн.
| №  | Название               | Длительность |
| -- | ---------------------- | ------------ |
| 1. | «Boris»                | 8:33         |
| 2. | «Anaconda»             | 2:23         |
| 3. | «Ligature»             | 3:47         |
| 4. | «It's Shoved»          | 2:36         |
| 5. | «Zodiac»               | 4:14         |
| 6. | «If I Had an Exorcism» | 3:07         |
| 7. | «Your Blessened»       | 5:39         |
| 8. | «Cow»                  | 4:31         |

## Над альбомом работали

### Участники группы
- Базз Осборн — гитара, вокал
- Лори «Lorax» Блэк — басс
- Дейл Кровер — ударные